# نیازگولوو (شهرستان زیانچورینسکی، باشقیرستان)
نیازگولوو (انگلیسی: Niyazgulovo, Zianchurinsky District, Republic of Bashkortostan) یک شهرک در شهرستان زیانچورینسکی استان باشقیرستان کشور روسیه است.